# Chris Lillywhite
Chris Lillywhite (Londen, 26 maart 1965) is een voormalig Brits wielrenner. Hij reed z'n hele carrière bij bescheiden profploegen of met een persoonlijke sponsor. Veel zeges heeft hij niet behaald en al zijn zeges zijn in bescheiden koersen geweest.

## Overwinningen
1992
- 5e etappe Milk Race

1993
- Eindklassement Milk Race
- Sprintklassement Kellogg's Tour of Britain

1994
- Tom Simpson Memorial

1997
- Tom Simpson Memorial

1998
- Lincoln International GP

## Resultaten in voornaamste wedstrijden
| Jaar | Gent-Wevelgem | Amstel Gold Race |
| ---- | ------------- | ---------------- |
| 1987 | 96e           | 63e              |